# Verseg
Verseg község Pest vármegyében, az aszódi járásban.

## Fekvése
Aszódtól északkeletre fekvő, mezőgazdasági jellegű település. A 2106-os és a 2109-es utak találkozásánál fekszik. Előbbi Kállón át Váccal köti össze a községet, utóbbi Aszódtól húzódik Szarvasgedéig. A falu határában ágazik ki a 2109-esből a 2111-es út, amely Hatvannal teremt összeköttetést.

## Története
Verseg (Versend) Árpád-kori település a Cserhátalján. Nevét 1290-ben említette először oklevél Wrsegh néven, ide való nemesek budai szőlejéről szólva.
A Szent Miklós tiszteletére szentelt templom köré épül falu nevét 1335-ben Wrseg, Wrsegh, 1386-ban Wersegd alakban írták.
Verseg 1461–1658 között a Versegdi család birtoka volt. 1559-ben már a török hódoltsághoz és a pesti náhijéhez tartozott. Az ez évi adólajstromban a budai liva községei között 46 adóköteles házzal szerepelt.
1695-ben a báró Podmaniczky család birtoka volt. Az 1715-ös összeíráskor 19, 1720-ban 33 adóköteles magyar háztartást írtak össze itt. Az 1754. évi vármegyei nemesi összeírás Kákonyi József birtokaként említette. 1770-ben az úrbéri rendezéskor 38 másodosztályú úrbértelket vettek itt fel; ekkor a Majthényi és a báró Podmaniczky családoké volt, 1848 körül pedig báró Podmaniczky László és Károly, továbbá a Majthényi család, 1876-ban báró Podmaniczky Géza és Levente, Majthényi Ignác, Fáy Béla és a Karpeles testvérek voltak itt birtokosok.
A 20. század elején báró Podmaniczky Géza és Levente, báró Radvánszky Albert, Majthényi Károly, Lengyel Jenő, báró Hatvany-Deutsch Sándor és József, özvegy Brüll Gézáné, Csepei Zoltán Béla dr. voltak a település legnagyobb birtokosai.
A 18–19. században a két fő birtokos a Majthényi és a Podmaniczky család lett.
A 20. század elején Pest-Pilis-Solt-Kiskun vármegye Aszódi járásához tartozott.

## Közélete

### Polgármesterei
- 1990–1994: Csibi József (független)[3]
- 1994–1998: Valter Menyhért (független)[4]
- 1998–2002: Dr. Sárospataky György (független)[5]
- 2002–2006: Dr. Rácz János (független)[6]
- 2006–2010: Dr. Rácz János (független)[7]
- 2010–2014: Dr. Rácz János (független)[8]
- 2014–2019: Józsa Csaba (független)[9]
- 2019−2024: Józsa Csaba (Fidesz-KDNP)[10]
- 2024− : Józsa Csaba (Fidesz–KDNP)[1]

## Lakossága
- 1910-ben 2347 lakosából 2330 magyar volt; 2115 római katolikus, 137 evangélikus, 58 izraelita
- 1990-ben 1414 lakosa
- 2001-ben 1428 lakosa volt.

A 20. század elejének adatai szerint ide tartozott még Fenyőharaszt, Kerekharaszt, Kiskartal, Mindszent és Varsánypuszta és a következő lakott helyek is: Szarkás, Károlyhalma, mely előbb Majthényi tanya néven volt ismert, Gazos, Zoltánmajor, (azelőtt Fáytanyának nevezték), Bertamajor, Vörösmajor és Mindszent-major.
A település népességének változása:
| Lakosok száma | 1402 | 1369 | 1321 | 1287 | 1284 | 1275 | 1259 |
|               | 2013 | 2014 | 2018 | 2021 | 2022 | 2023 | 2024 |

A 2011-es népszámlálás során a lakosok 90,6%-a magyarnak, 6,6% cigánynak, 0,6% németnek, 0,4% románnak mondta magát (9,4% nem nyilatkozott; a kettős identitások miatt a végösszeg nagyobb lehet 100%-nál). A vallási megoszlás a következő volt: római katolikus 73,2%, református 4,8%, evangélikus 1%, görögkatolikus 0,3%, felekezeten kívüli 4,2% (15,8% nem nyilatkozott).
2022-ben a lakosság 91,5%-a vallotta magát magyarnak, 2% cigánynak, 0,3% szlováknak, 0,1-0,1% németnek, örménynek, ruszinnak és szerbnek, 2,5% egyéb, nem hazai nemzetiségűnek (8,3% nem nyilatkozott; a kettős identitások miatt a végösszeg nagyobb lehet 100%-nál). Vallásuk szerint 39,6% volt római katolikus, 4,4% református, 1,7% evangélikus, 0,3% görög katolikus, 0,9% egyéb keresztény, 2,1% egyéb katolikus, 7,3% felekezeten kívüli (43,5% nem válaszolt).

## Különálló, illetve egykori településrészei

### Kiskartal
Kiskartal puszta mint nemesi birtok Kartal északi határában feküdt és csak közigazgatásilag tartozott Verseghez. [Ma közigazgatásilag is Kartal része.] Érdekesség még, hogy Kiskartal 1450 körül és azelőtt is több országgyűlés színhelye volt.
Itt, Kiskartal pusztán állt báró Podmaniczky Géza kastélya, amelynek emeleti részében 27 667 kötetes katalogizált híres könyvtár volt, több unikum, ősnyomtatvány, incunnabulum stb. is megtalálható volt itt.
A kastély parkjában állt a kiskartali csillagvizsgáló tornya és itt volt a báró telivér ménese is, melynek lovaival több versenydíjat is nyert. 
A Kiskartalhoz tartozó Tatárdomb nevű dűlő a tatárjárás vagy a törökdúlás emlékét tartja fenn.

### Fenyőharaszt
A Verseg délkeleti határában lévő Fenyőharaszt pusztán állt báró Podmaniczky Levente kastélya, amely 1868-ban épült. A kastélyban 1000 kötet körüli könyvtár, érdekes, régi fegyvergyűjtemény, kb. 500 db angol, francia, német és németalföldi régi acélmetszet is volt; közöttük színesek és magyar vonatkozásúak is és szép Alt-Wien-gyűjteménye is volt.
Itt állt a Majthényi-féle kúria régi épülete is, melynek építési ideje ismeretlen. A római katolikus templom 1673-ban már fennállt, de az anyakönyvek csak 1714-ben kezdődnek.
A fenyőharaszti épületegyüttes ma kastélyszállóként működik, illetve étterem is üzemel benne.

### Varsánypuszta
Varsánypuszta, (több korabeli forrásban Pusztavarsányként) a 19. század elején a báró Podmaniczky család birtoka volt.

### Kerekharaszt
Részben itt, Kerekharaszt pusztánál folyt le a hatvani csata, amely Görgei Artúr győzelmével végződött. [Ma Kerekharaszt önálló település Versegtől délkeletre, Hatvan nyugati szomszédságában.]

## Nevezetességei

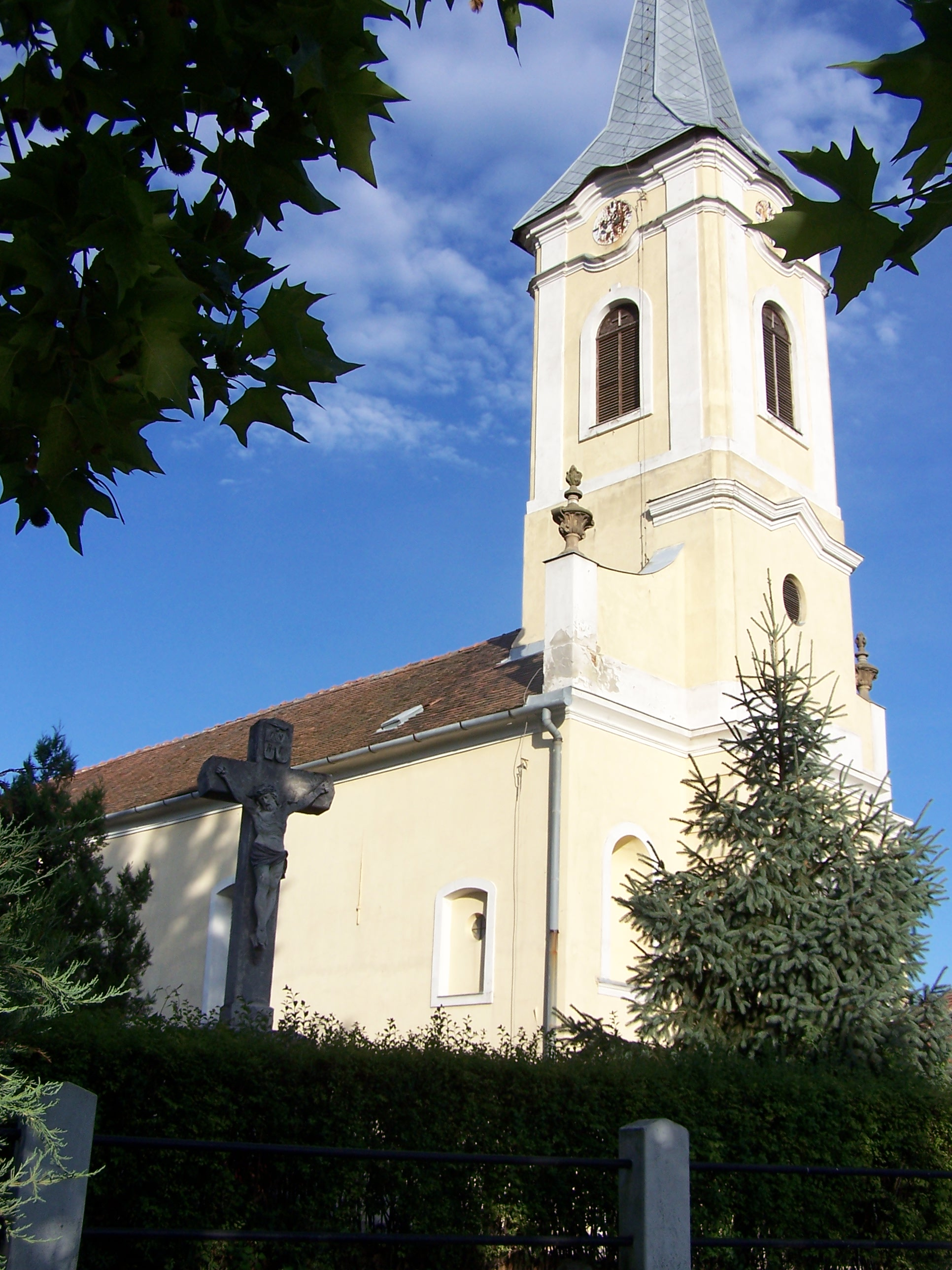
Szent Miklós-templom

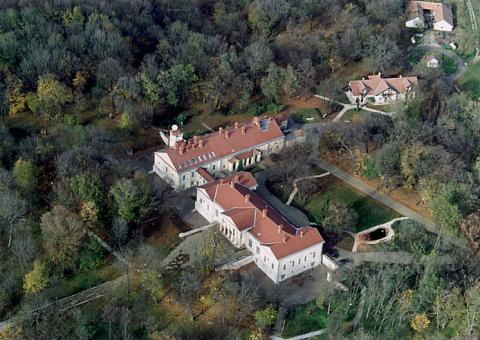
A Podmaniczky-kastély légi fotója

- Hagyományőrző néptánc-és népdalkör – 2001-ben alakult meg a helyi nyugdíjas egyesület, majd 2008-ban ezen belül a hagyományőrző néptánc- és népdalkör, amely hivatalosan Versegi Szépkorúak Egyesülete néven lett bejegyezve. Az egyesület Galga-menti néptáncokat és népdalokat ad elő. Évek óta folytat hagyományőrző tevékenységet, Versegen és az ország számos más pontján, bemutatva a helyi népviseletet és a helyi hagyományokat a népdalok és a néptánc segítségével. Feladatának tekinti a helyi szokások életben tartását, és azoknak a fiatalokkal való megismerését.
- Falumúzeum – (nyitva április 1-jétől október 31-ig) 1974-ben alapította Marton Pálné Homok Erzsébet Versegen élő népi író. A régi lakóházból kialakított kiállítás a paraszti élet eszközeit, tárgyait és a helyi népviseletet mutatja be.
- Szent Miklós római katolikus templom – A Szent Miklósról nevezett egyhajós templomot a 13. században emelték, a 15. században gótikus stílusban átépítették. Althann Károly püspök 1741-ben bővítette, ekkor kapta mostani, csehboltozatos, román és gótikus részleteket is tartalmazó barokk arculatát. A 19. század második felében még egyszer átalakították. A díszítmények között a Báthori-család címere is szerepel. Harangját 1674-ben öntötték. A díszes barokk szószék 1742-ben készült.
- Zoltán-kúria – klasszicista portikusza (19. század első felében épült.
- Kastélyszálló – 13 hektáros ősparkkal. A klasszicizáló kastélyt a községhez tartozó Fenyőharaszt pusztán 1868-ban báró Podmaniczky Levente építette.